# 東京ワイナリー
東京ワイナリー（とうきょうワイナリー、英称:Tokyo Winery）は、東京都練馬区大泉学園にあるワインメーカー。都内の第1号ワイナリー。

## 概要
越後屋美和は、「おいしい東京の農産物（野菜）を広める活動をしたい」「農産物の加工品ができないか」などの考えから、東京にワイナリーが一軒もないことが分かり、ワイン造りに挑戦することになった。2年程、ワイン造りを学び、並行して、ワイナリーの開業準備を開始した。店舗は新聞販売店を改修したものである。日本で栽培されたブドウ100%を使ったワイン、そして、地元で栽培されたブドウを使ったワインを、ワイン好きのボランティアのスタッフとで造っている。
ブドウは生産地から仕入れ、醸造は消費者に近いところで行う、こうしたスタイルは「都市型ワイナリー」と呼ばれ、米国・ポートランドが発祥で、ニューヨークやパリなど世界中に広がりつつある。東京ワイナリーは、地元の大泉、その他、清瀬、練馬、国立などで、大規模ではないがブドウの栽培を行っている。ブドウの品種は、高尾、ナイアガラ、ヤマブドウなどである。
2016年（平成28年）には、代表の越後屋美和が平成28年度東京都女性活躍推進大賞にて優秀賞（個人部門）を受賞した。

## 沿革
- 2014年（平成26年）
  - 4月 - 果実酒製造免許の申請[2]
  - 9月19日 - 果実酒製造免許の取得[2]
  - 9月23日 - ワインの仕込みの開始[2]

## 施設情報
敷地面積は約70m2。
- ワイナリー
- カフェ[8]

## 交通アクセス
- 鉄道
  - 西武池袋線 - 大泉学園駅より徒歩約10分
- 路線バス
  - 西武バス - 大泉学園駅北口より学園橋停留所下車徒歩約3分

## ギャラリー

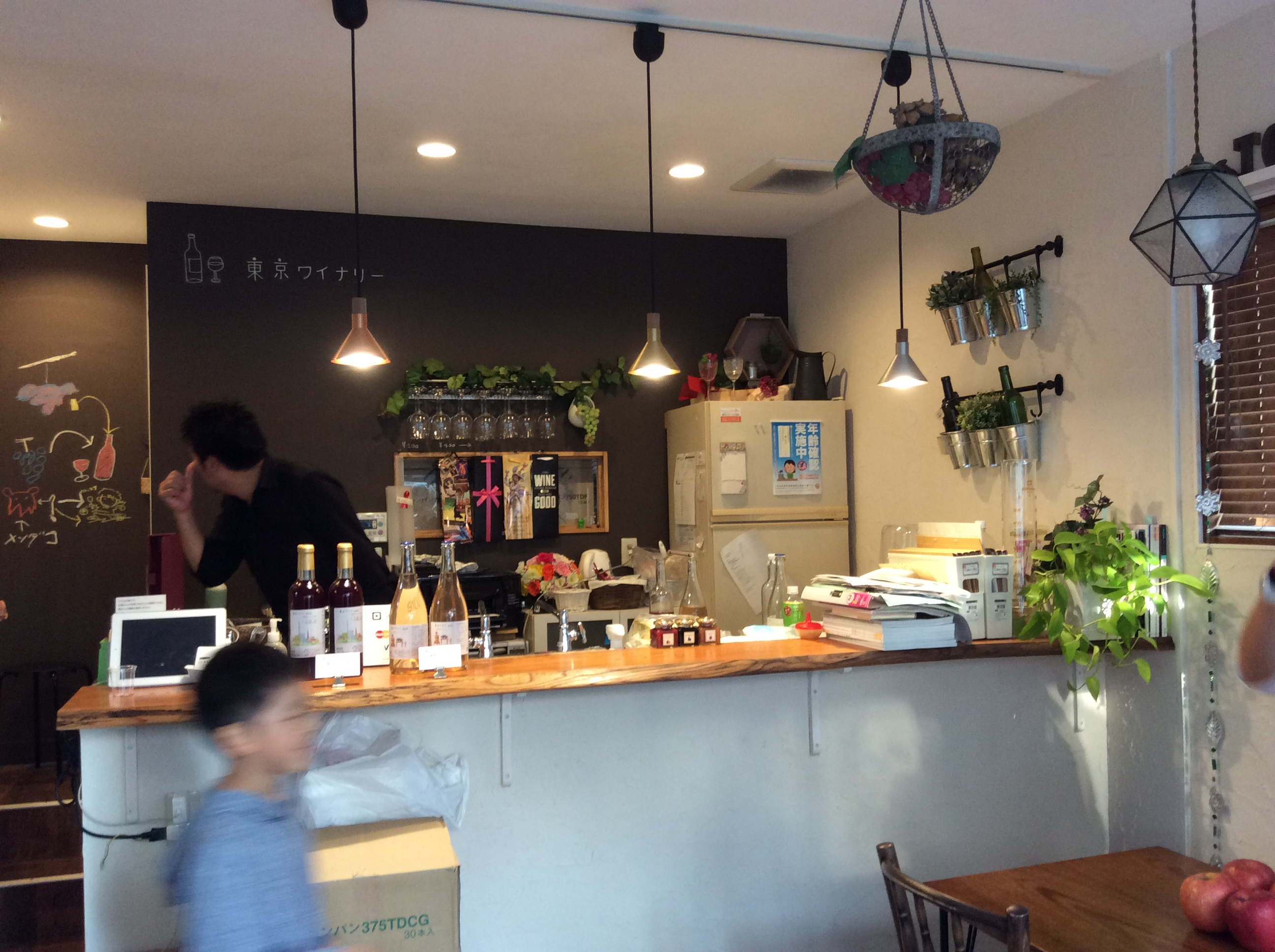
東京ワイナリーの事務所、2015年10月24日撮影
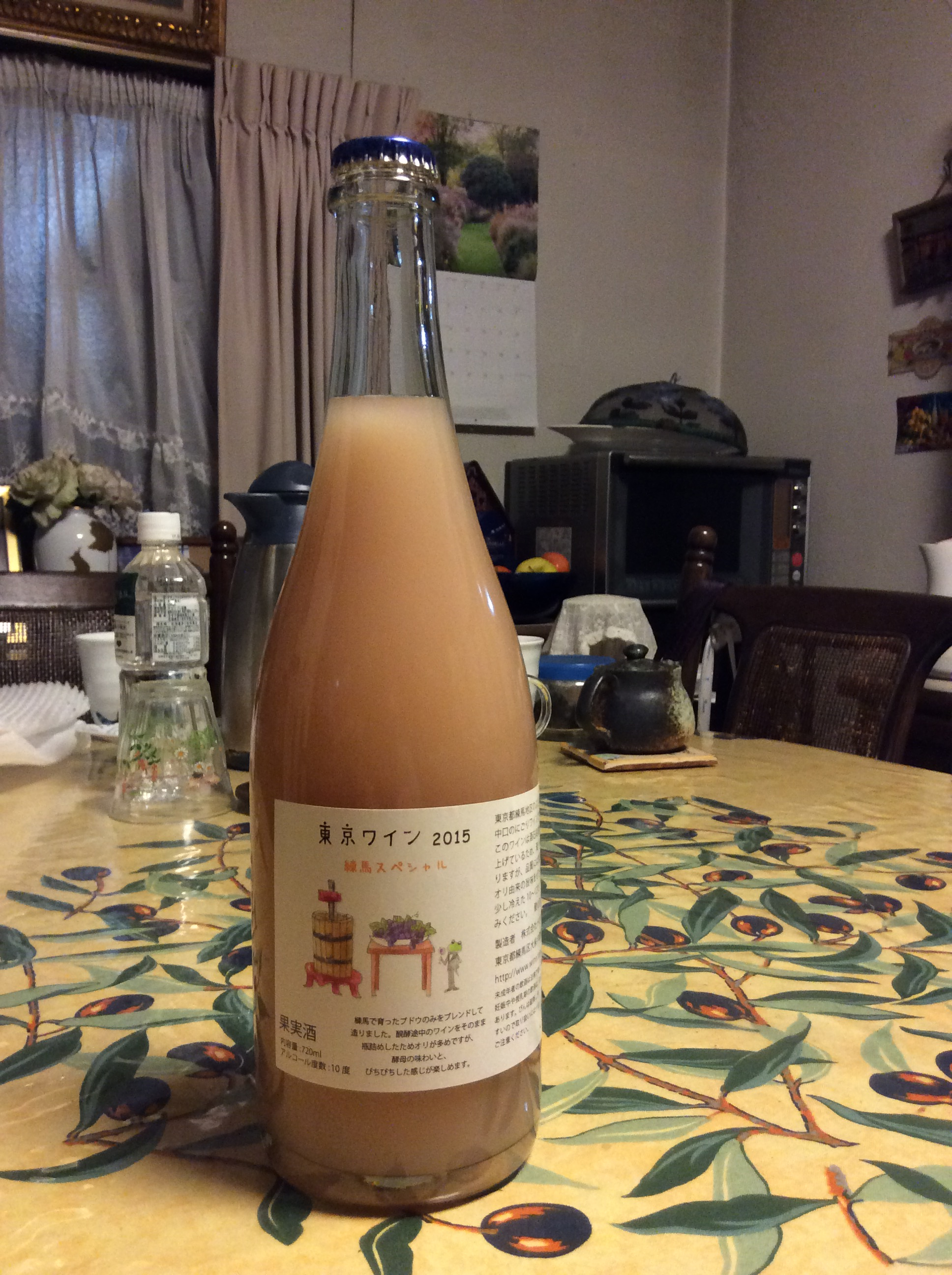
東京ワイン2015 練馬スペシャル、2015年10月24日撮影